# 毎日映画コンクール男優助演賞
毎日映画コンクール男優助演賞/助演賞（まいにちえいがコンクールだんゆうじょえんしょう/じょえんしょう）は、「毎日映画コンクール」の俳優部門の一つで、その年の最も優れた助演男優に与えられていた賞。1月1日から12月31日までに日本国内で上映された作品、もしくは当該期間内に完成し上映予定の作品が対象で、まず第一線で活躍中の映画評論家やジャーナリスト、専門家など約80人が選考にかかわり、その後2次選考で、選定委員による討議を経て多数決で決定された。
最多受賞者は、2度受賞の宇野重吉、東野英治郎、香川照之、塚本晋也(男優主演賞も1度受賞)で、4名。
第79回（2024年度）からは、ジェンダーの観点から男優・女優の別を撤廃した助演俳優賞となったため、本賞は第78回（2023年度）が最後となった。

## 受賞作リスト
- この字体は男優主演賞を受賞。受賞年は下記表記の翌年（授賞式は2月）。
- 第70回までの各受賞作については、外部リンクの「コンクールの歴史」を出典としている。

以下は受賞俳優とその作品の一覧である。。

### 第3回 - 第10回
| 年度          | 俳優       | 作品                         |
| 1948年 第3回  | 宇野重吉   | わが生涯のかがやける日、破戒 |
| 1949年 第4回  | なし       | (女優が受賞)                 |
| 1950年 第5回  | 山村聰     | 帰郷、宗方姉妹、大利根の夜霧 |
| 1951年 第6回  | なし       | (女優が受賞)                 |
| 1952年 第7回  | 加東大介   | おかあさん、決闘鍵屋の辻     |
| 1953年 第8回  | 芥川比呂志 | 煙突の見える場所             |
| 1954年 第9回  | 宮口精二   | 七人の侍                     |
| 1955年 第10回 | 小林桂樹   | ここに泉あり                 |

### 第11回 - 第20回
| 年度          | 俳優       | 作品                           |
| 1956年 第11回 | 東野英治郎 | 夜の河、あやに愛しき、夕やけ雲 |
| 1957年 第12回 | 三井弘次   | どん底、気違い部落、正義派     |
| 1958年 第13回 | 中村鴈治郎 | 炎上、鰯雲                     |
| 1959年 第14回 | 宇野重吉   | 人間の壁                       |
| 1960年 第15回 | 森雅之     | 悪い奴ほどよく眠る、おとうと   |
| 1961年 第16回 | 三國連太郎 | はだかっ子、飼育               |
| 1962年 第17回 | 東野英治郎 | 秋刀魚の味、キューポラのある街 |
| 1963年 第18回 | 長門裕之   | 古都                           |
| 1964年 第19回 | 三木のり平 | 香華                           |
| 1965年 第20回 | 伴淳三郎   | 飢餓海峡                       |

### 第21回 - 第25回
| 年度          | 俳優       | 作品                                     |
| 1966年 第21回 | 三橋達也   | 女の中にいる他人                         |
| 1967年 第22回 | 山本圭     | 若者たち、君が青春のとき、陽のあたる坂道 |
| 1968年 第23回 | 嵐寛寿郎   | 神々の深き欲望                           |
| 1969年 第24回 | 中村賀津雄 | わが恋わが歌、尻啖え孫市、新選組         |
| 1970年 第25回 | 笠智衆     | 家族                                     |

### 第38回 - 第40回
| 年度          | 俳優         | 作品                   |
| 1983年 第38回 | ビートたけし | 戦場のメリークリスマス |
| 1984年 第39回 | 高品格       | 麻雀放浪記             |
| 1985年 第40回 | 井川比佐志   | 乱、タンポポ           |

### 第41回 - 第50回
| 年度          | 俳優     | 作品                                               |
| 1986年 第41回 | 植木等   | 新・喜びも悲しみも幾歳月、愛しのチィパッパ         |
| 1987年 第42回 | 三船敏郎 | 男はつらいよ 知床慕情                              |
| 1988年 第43回 | 大地康雄 | マルサの女2、バカヤロー! 私、怒ってます、ほんの5g  |
| 1989年 第44回 | 原田芳雄 | どついたるねん、出張、キスより簡単、夢見通りの人々 |
| 1990年 第45回 | 石橋蓮司 | 浪人街、われに撃つ用意あり                         |
| 1991年 第46回 | 三浦友和 | 江戸城大乱、仔鹿物語、無能の人                     |
| 1992年 第47回 | 村田雄浩 | ミンボーの女、おこげ                               |
| 1993年 第48回 | 田中健   | 望郷                                               |
| 1994年 第49回 | 中村敦夫 | 集団左遷                                           |
| 1995年 第50回 | 松方弘樹 | 藏                                                 |

### 第51回 - 第60回
| 年度          | 俳優           | 作品                                  |
| 1996年 第51回 | 吉岡秀隆       | 学校Ⅱ                                 |
| 1997年 第52回 | 田口トモロヲ   | うなぎ、鉄塔武蔵野線                  |
| 1998年 第53回 | 大杉漣         | HANA-BI、犬、走る DOG RACE            |
| 1999年 第54回 | ヨシ笈田       | あつもの                              |
| 2000年 第55回 | 香川照之       | 独立少年合唱団、スリ                  |
| 2001年 第56回 | 寺島進         | BROTHER、みすゞ、空の穴               |
| 2002年 第57回 | 塚本晋也       | とらばいゆ、殺し屋1、クロエ、溺れる人 |
| 2003年 第58回 | 柄本明         | 花、ドッペルゲンガー、座頭市          |
| 2004年 第59回 | オダギリジョー | 血と骨、この世の外へ クラブ進駐軍     |
| 2005年 第60回 | 山下規介       | 運命じゃない人                        |

### 第61回 - 第70回
| 年度          | 俳優     | 作品                                                 |
| 2006年 第61回 | 笹野高史 | 武士の一分、寝ずの番                                 |
| 2007年 第62回 | 松重豊   | しゃべれども しゃべれども                            |
| 2008年 第63回 | 堺雅人   | クライマーズ・ハイ、アフタースクール、ジャージの二人 |
| 2009年 第64回 | 岸部一徳 | 大阪ハムレット                                       |
| 2010年 第65回 | 稲垣吾郎 | 十三人の刺客                                         |
| 2011年 第66回 | でんでん | 冷たい熱帯魚                                         |
| 2012年 第67回 | 加瀬亮   | アウトレイジ ビヨンド                                |
| 2013年 第68回 | 西田敏行 | 凶悪                                                 |
| 2014年 第69回 | 伊藤英明 | WOOD JOB! 〜神去なあなあ日常〜                       |

| 年度               | 俳優                 | 作品               | 役名 |
| ------------------ | -------------------- | ------------------ | ---- |
| 2015年 （第70回）  |                      |                    |      |
| 加藤健一           | 母と暮せば           | 「上海のおじさん」 |      |
| 新井浩文           | 百円の恋             | 狩野祐二           |      |
| 永瀬正敏           | あん                 | 千太郎             |      |
| 光石研             | 恋人たち             | 藤田弘             |      |
| 本木雅弘           | 日本のいちばん長い日 | 昭和天皇           |      |
| リリー・フランキー | 野火                 | 千太郎             |      |

### 第71回 - 第78回
| 年度                   | 俳優                           | 作品                     | 役名 |
| ---------------------- | ------------------------------ | ------------------------ | ---- |
| 2016年 （第71回）      |                                |                          |      |
| 香川照之               | クリーピー 偽りの隣人          | 西野雅之                 |      |
| 菅田将暉               | ディストラクション・ベイビーズ | 北原裕也                 |      |
| 竹原ピストル           | 永い言い訳                     | 大宮陽一                 |      |
| 妻夫木聡               | 怒り#映画                      | 村山聖                   |      |
| 永瀬正敏               | 64（ロクヨン）                 | 雨宮芳男                 |      |
| 東出昌大               | 聖の青春                       | 羽生善治                 |      |
| 2017年 （第72回）      |                                |                          |      |
| 役所広司               | 三度目の殺人                   | 三隅高司                 |      |
| 西田敏行               | アウトレイジ 最終章            | 西野一雄                 |      |
| 松坂桃李               | 彼女がその名を知らない鳥たち   | 水島真                   |      |
| ヤン・イクチュン       | あゝ、荒野                     | 二木建二（バリカン健二） |      |
| ユースケ・サンタマリア | あゝ、荒野                     | 片目(堀口)               |      |
| 2018年 （第73回）      |                                |                          |      |
| 塚本晋也               | 斬、                           | 澤村次郎左衛門           |      |
| 新井浩文               | 犬猿                           | 金山卓司                 |      |
| 瑛太                   | 友罪                           | 鈴木秀人 / 青柳健太郎    |      |
| 酒向芳                 | 検察側の罪人                   | 松倉重生                 |      |
| 染谷将太               | きみの鳥はうたえる             | 静雄                     |      |
| 二宮和也               | 検察側の罪人                   | 沖野啓一郎               |      |
| 松坂桃李               | 孤狼の血                       | 日岡秀一                 |      |
| 2019年 （第74回）      |                                |                          |      |
| 吉澤健                 | 凪待ち                         | 昆野勝美                 |      |
| 渋川清彦               | 半世界                         | 岩井光彦                 |      |
| 鈴木亮平               | ひとよ                         | 稲村大樹                 |      |
| 成田凌                 | 愛がなんだ                     | マモル                   |      |
| 成田凌                 | さよならくちびる               | シマ                     |      |
| 長谷川博己             | 半世界                         | 沖山瑛介                 |      |
| 2020年 （第75回）      |                                |                          |      |
| 宇野祥平               | 罪の声                         | 生島聡一郎               |      |
| 阿部サダヲ             | MOTHER マザー                  | 川田遼                   |      |
| 勝地涼                 | アンダードッグ                 | 宮木瞬                   |      |
| 北村匠海               | アンダードッグ                 | 大村龍太                 |      |
| 成田凌                 | 窮鼠はチーズの夢を見る         | 今ヶ瀬歩                 |      |
| 東出昌大               | スパイの妻 劇場版              | 津森泰治                 |      |
| 2021年 （第76回）      |                                |                          |      |
| 仲野太賀               | すばらしき世界                 | 津乃田龍太郎             |      |
| 岡田将生               | ドライブ・マイ・カー           | 高槻耕史                 |      |
| 鈴木亮平               | 孤狼の血 LEVEL2                | 上林成浩                 |      |
| 光石研                 | 由宇子の天秤                   | 木下政志                 |      |
| 村上虹郎               | 孤狼の血 LEVEL2                | 近田幸太                 |      |
| 2022年 （第77回）      |                                |                          |      |
| 窪田正孝               | ある男                         | 谷口大祐                 |      |
| 三浦友和               | ケイコ 目を澄ませて            | ボクシングジムの会長     |      |
| 砂田アトム             | LOVE LIFE                      | パク・シンジ             |      |
| 横浜流星               | 流浪の月                       | 中瀬亮                   |      |
| 坂口健太郎             | ヘルドッグス                   | 室岡秀喜                 |      |
| 中島歩                 | よだかの片想い                 | 飛坂逢太                 |      |
| 山本耕史               | シン・ウルトラマン             | メフィラス               |      |
| 2023年 （第78回）      |                                |                          |      |
| 宮沢氷魚               | エゴイスト                     | 中村龍太                 |      |
| 磯村勇斗               | 月                             | さとくん                 |      |
| 宇崎竜童               | BAD LANDS バッド・ランズ       | 曼荼羅                   |      |
| 加瀬亮                 | 首                             | 織田信長                 |      |
| 永山瑛太               | 福田村事件                     | 沼部新助                 |      |